# Бузянка
Бузя́нка — невелике озеро в Верхньодвінському районі Вітебської області Білорусі.
Озеро розташоване за 40 км на північний схід від міста Верхньодвінськ, на висоті 124 м над рівнем моря. Є проточним, через нього протікає річка Свольна, права притока Західної Двіни. Крім того із заходу впадає річка Трудниця (стік озера Страдне), а зі сходу Ізубриця, через який стікає озеро Ізубриця. Тип озера — дистрофуюче, мілководне.
Довжина озера — 1,74 км, ширина — 790 м, площа — 0,61 км². Озеро мілководне, максимальна глибина — 2,3 м, об'єм води — 0,99 млн м³. Прозорість води — 90 см. Узбережжя заросле очеретом.